# Hendrik Willem Metman
Hendrik Willem Metman (Waalwijk, 11 september 1819 – Wateringen, 13 mei 1890) was een Nederlands burgemeester.

## Levensloop
Hij werd geboren als zoon van de predikant Philippus Verhagen Metman (1775-1839). Zijn moeder overleed ruim een week na de bevalling en zijn tweelingzusje overleed een maand daarna. 
In 1850 werd hij burgemeester van zowel Ridderkerk als van de gemeente Rijsoort en Strevelshoek. In 1853 werd hij tevens burgemeester van Hendrik-Ido-Ambacht en Sandelingen-Ambacht. 
Op 1 september 1855 was er in Zuid-Holland een grote gemeentelijke herindeling waarbij Rijsoort en Strevelshoek opging in Ridderkerk terwijl Sandelingen Ambacht opging in Hendrik-Ido-Ambacht. Vanaf die datum was Metman alleen nog burgemeester van Ridderkerk. 
In 1861 werd hij benoemd tot notaris met als standplaats Wateringen. Hij overleed daar in 1890 op 70-jarige leeftijd.